# Projecció cartogràfica

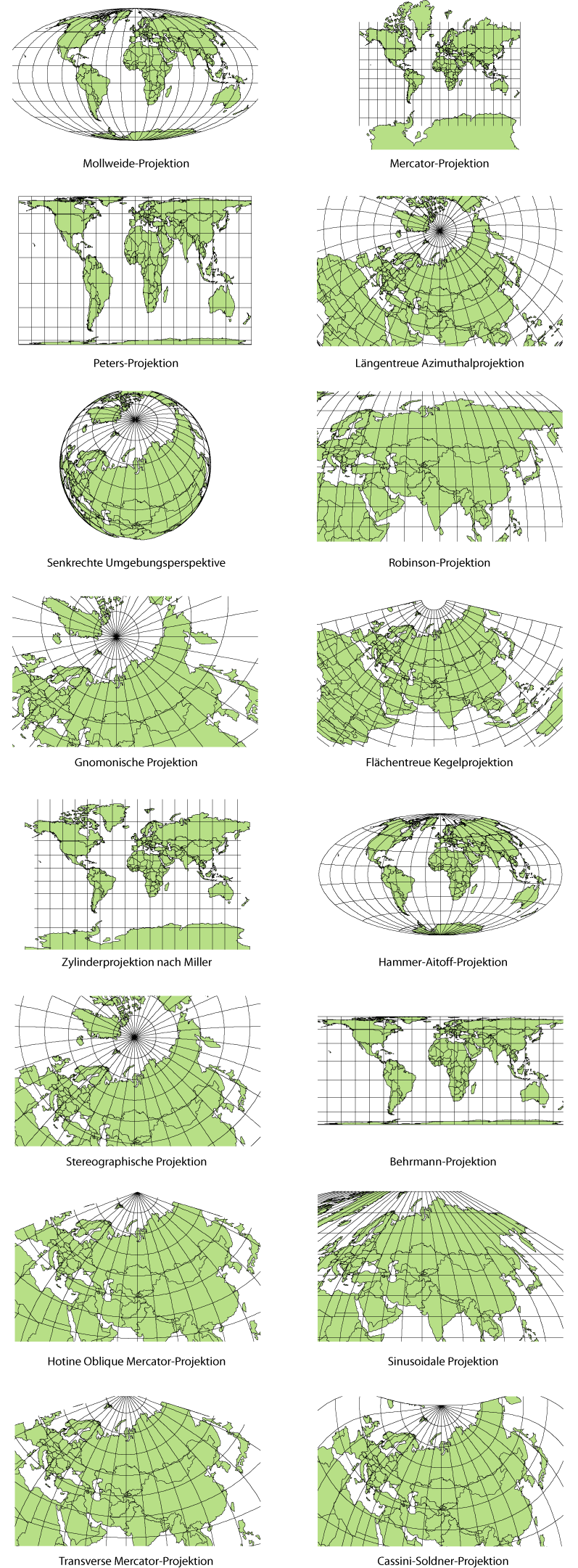
Diverses projeccions.

Una projecció cartogràfica és un procediment matemàtic per a representar una part de la superfície de la Terra, que és geoesfèrica, sobre un mapa, que és una superfície plana.
Segons el model conceptual, hi ha tres tipus de projeccions:
- En una projecció cilíndrica, el model és un cilindre que embolica l'esfera.
- En una projecció cònica, el model és una superfície cònica que embolica l'esfera.
- En una projecció azimutal, el model és un pla tangent en un punt a l'esfera.
- Així i tot, hi ha projeccions que són artefactes matemàtics sense una correspondència geomètrica directa, com les projeccions pseudocilíndriques, pseudocòniques i pseudoazimutals.

Com que la representació d'una superfície esfèrica sobre una superfície plana mai no podrà ser totalment fidel, una projecció sempre deforma o distorsiona alguna o algunes d'aquestes propietats:
- Les àrees (les proporcions relatives) representades en el mapa.
- Les distàncies (les línies més curtes entre dos punts o geodèsiques).
- L'escala en totes les direccions des de cada un dels punts del mapa.
- Les formes (l'orientació dels angles) que només es poden preservar localment, en parts sensiblement més petites que un quadrant de l'esfera).

Per això s'han inventat diferents tipus de projeccions que intenten preservar alguna d'aquestes magnituds (per exemple, les àrees en les projeccions equivalents), o si més no, preservar-les en alguna part especial del mapa resultant (com per exemple, les distàncies des del punt central en la projecció azimutal equidistant).
Una projecció és equivalent o holomogràfica si manté les proporcions entre les àrees representades. Això implica deformar força les formes i els angles.
Una projecció és equidistant si manté les distàncies respecte a un o més punts determinats del mapa (per exemple, el centre de la projecció, o bé algun paral·lel o meridià de referència).
Una projecció és conforme si manté les formes (els angles) localment (en parts sensiblement més petites que un quadrant de l'esfera), i per a cada punt del mapa l'escala és la mateixa en totes les direccions (això no vol pas dir que l'escala sigui la mateixa per a punts diferents).

## Tipus de projeccions cartogràfiques
Depenent de quin sigui el punt que es consideri com a centre del mapa, es distingeix entre projeccions polars, el centre és un dels pols; equatorials, el centre és la intersecció entre la línia de l'Equador i un meridià, i obliqües o inclinades, el centre és qualsevol altre punt.
Es distingeixen tres tipus de projeccions bàsiques: cilíndriques, còniques i azimutal.

### Projecció cilíndrica

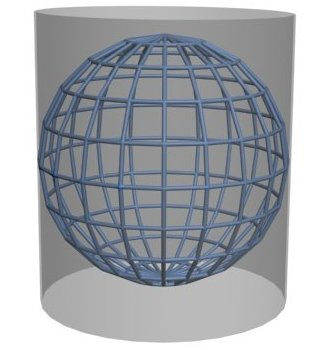
Esquema d'una projecció cilíndrica.

La projecció de Mercator, que va revolucionar la cartografia, és cilíndrica i conforme. Amb aquest sistema es projecta el globus terrestre sobre una superfície cilíndrica. És una de les més utilitzades, encara que en general en forma modificada, a causa de les grans distorsions que ofereix a les zones de latitud elevada, el que impedeix apreciar les regions polars en la seva veritable proporció. És utilitzada en la creació d'alguns mapamundi. Per corregir les deformacions en latituds altes es fan servir projeccions pseudocilíndriques, com la de Van der Grint, que és policònica, amb paral·lels i meridians circulars. És essencialment útil per veure la superfície de la Terra completa.
- Projecció de Mercator[6][7][8][9][10]
- Projecció de Peters[11]

### Projecció cònica

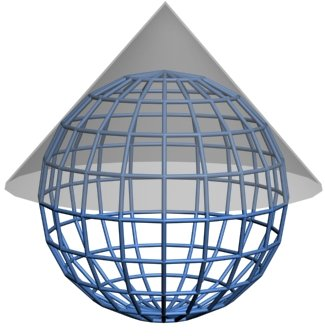
Esquema d'una projecció cònica.

La projecció cònica s'obté projectant els elements de la superfície esfèrica terrestre sobre una superfície cònica tangent, situant el vèrtex en l'eix que uneix els dos pols. Encara que les formes presentades són dels pols, els cartògrafs utilitzen aquest tipus de projecció per veure els països i continents.
- Projecció cònica simple[12]
- Projecció cònica múltiple[13]
- Projecció conforme de Lambert[14]

### Projecció azimutal o zenital

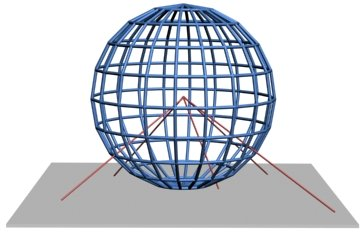
Esquema d'una projecció azimutal gnomònica.

En aquest cas es projecta una porció de la Terra sobre un pla tangent al globus en un punt seleccionat, obtenint una imatge similar a la visió de la Terra des d'un punt interior o exterior. Si la projecció és del primer tipus es diu projecció gnomònica, si és del segon, ortogràfica. Aquestes projeccions ofereixen una distorsió com més gran sigui la distància al punt tangencial de l'esfera i el pla. Aquest tipus de projecció es relaciona principalment amb els pols i hemisferis.
- Projecció azimutal ortogràfica[15]
- Projecció azimutal estereogràfica[16]
- Projecció azimutal gnomònica[17][18][19]
- Projecció azimutal de Lambert[20]
- Projecció azimutal equidistant[21]

### Projeccions modificades
En l'actualitat la majoria dels mapes es fan a base de projeccions modificades o combinació de les anteriors, de vegades, amb diversos punts focals, per tal de corregir en la mesura possible les distorsions en certes àrees seleccionades, encara que es produeixin altres de noves en llocs als quals es concedeix importància secundària, com són en general les grans extensions de mar.
Les projeccions modificades són les que tracten de representar fidelment la superfície de la Terra, tot i que a costa de forçar les formes de les corbes i fins i tot de trencar la continuïtat del mapa. Totes elles tracten de resoldre la quadratura del cercle; és a dir, tracten de construir (matemàticament) un quadrat que abasti la mateixa superfície que un cercle. Sabem que això no és possible, però algunes de les corbes utilitzades per a traçar la xarxa de meridians i paral·lels donen solucions molt interessants.
Entre les més usuals figuren la projecció policònica de Johann Lambert, utilitzada per a finalitats educatives, i els mapamundis, elaborats segons la de Mollweide, que té forma d'el·lipse i menors distorsions, la projecció Homolosena o projecció de Goode i la projecció UTM.
La UTM divideix el món en fusos. Aquesta és la projecció que es fa servir per a traçar el mapa bàsic català, el d'escala 1:50.000.

## Projeccions convencionals

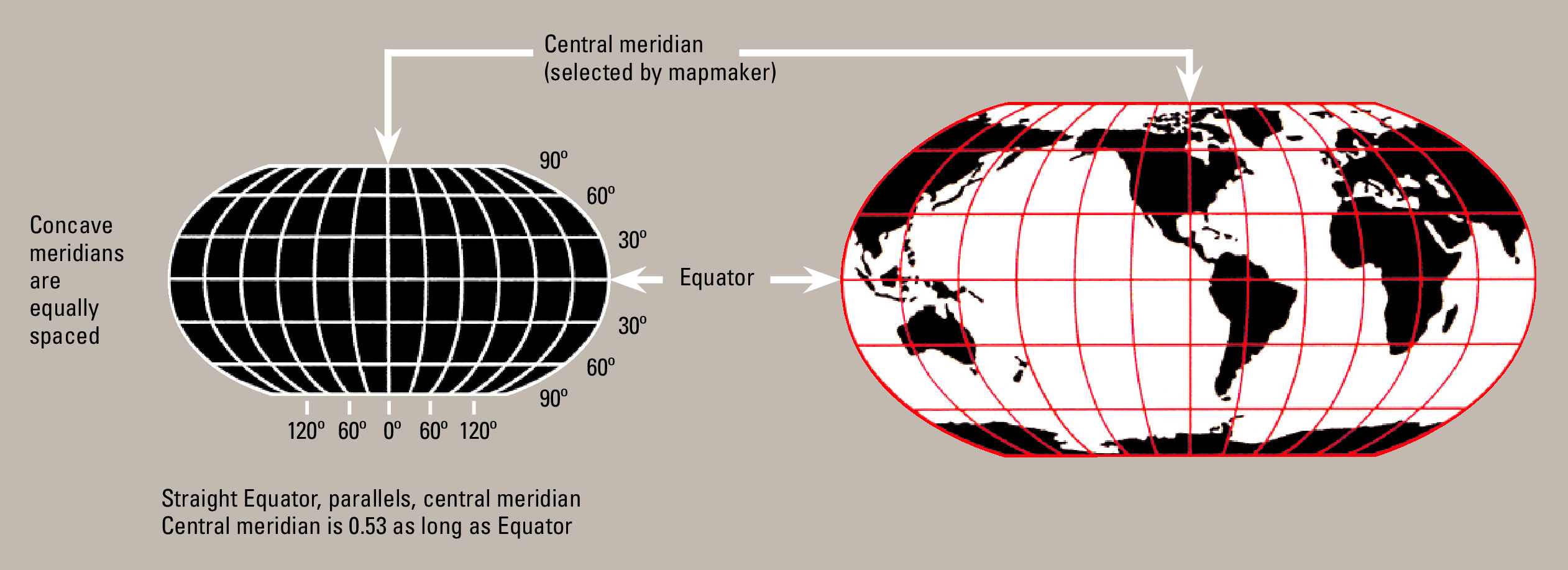
La projecció de Robinson va ser adoptada per la National Geographic Magazine el 1988 però abandonada al voltant de 1997 a canvi de la Projecció de Winkel-Tripel.

Les projeccions convencionals generalment van ser creades per a representar el món sencer (mapamundi) i donen la idea de mantenir les propietats mètriques, buscant un balanç entre distorsions, o simplement fer que el mapamundi "es vegi bé". La major part d'aquest tipus de projeccions distorsiona les formes en les regions polars més que a l'equador:
- projecció cilíndrica equidistant
- projecció cilíndrica equivalent o homologràfica de Lambert
- projecció cilíndrica estereogràfica
- projecció cilíndrica de Miller[24]
- projecció Mercator
- projecció sinusoidal
- projecció azimutal equidistant
- projecció azimutal equivalent o homologràfica de Lambert
- projecció azimutal estereogràfica o conforme
- projecció azimutal ortogràfica
- projecció azimutal gnomònica
- projecció de Mollweide
- projecció de Hammer
- projecció de Aitoff
- projecció de Wagner VI
- projecció cilíndrica de Miller
- projecció de Robinson
- projecció de Van der Grinten
- projecció de Winkel-Tripel
- projecció de Dymaxion
- projecció de Bernard J.S. Cahill
- projecció de Waterman
- projecció de Kavrayskiy VII
- projecció cordiforme o de Stab-Werner